# Mid Scotland and Fife
| Mid Scotland and Fife                                                                                   |
| --- |
| Mid Scotland and Fife                                                                                   |
| Gebildet                                                                                                |
| 1999 |
| Regionen                                                                                                |
| Angus (Teile) Clackmannanshire Fife Perth and Kinross (Teile) Stirling                                  |
| Sitze                                                                                                   |
| Scottish National Party: 8 Conservative Party: 4 Labour Party: 2 Liberal Democrats: 1 Scottish Green: 1 |

Mid Scotland and Fife ist eine der acht schottischen Wahlregionen zur Wahl des Schottischen Parlaments. Sie wurde auf Grundlage des Scotland Act von 1998 geschaffen. Sie umfasst die Council Areas Clackmannanshire, Fife und Stirling sowie Teile der Regionen Angus und Perth and Kinross und ist in neun Wahlkreise unterteilt. Im Rahmen der Revision der Wahlregionen im Jahre 2011 wurden die Außengrenzen sowie die Grenzen der Wahlkreise neu gezogen. Die ersten Wahlen fanden im Rahmen der Parlamentswahl vom 6. Mai 1999 statt.
An die Region Mid Scotland and Fife grenzen im Uhrzeigersinn und im Norden beginnend die Wahlregion Highlands and Islands, North East Scotland, Central Scotland und West Scotland an.

## Geographische Aufteilung
Unter der Region Glasgow waren neun Wahlkreise zusammengefasst. Die Wahlkreise entsprachen bezüglich Benennung und Zuschnitt den Wahlkreisen zum Britischen Parlament. Jeder Wahlkreise stellt einen nach dem Mehrheitswahlrecht bestimmten Repräsentanten. Außerdem werden sieben Additional Members gewählt. Im Zuge der Revision der Wahlkreise im Jahre 2011 wurden die Wahlkreise neu zugeschnitten.

### 1999–2011
| Wahlkreis | Karte                 | Region                |
| --- | --------------------- | --------------------- |
| 1. Dunfermline East 2. Dunfermline West 3. Central Fife 4. North East Fife 5. Kirkcaldy 6. North Tayside 7. Ochil 8. Perth 9. Stirling | Mid Scotland and Fife | Mid Scotland and Fife |

### 2011–
| Wahlkreis | Karte                 | Region                |
| --- | --------------------- | --------------------- |
| 1. Clackmannanshire and Dunblane 2. Cowdenbeath 3. Dunfermline 4. Kirkcaldy 5. Mid Fife and Glenrothes 6. North East Fife 7. Perthshire North 8. Perthshire South and Kinross-shire 9. Stirling | Mid Scotland and Fife | Mid Scotland and Fife |

## Wahlergebnisse

### Parlamentswahl 1999
| Ergebnisse der Parlamentswahl 1999 | Ergebnisse der Parlamentswahl 1999 | Ergebnisse der Parlamentswahl 1999 | Ergebnisse der Parlamentswahl 1999 | Ergebnisse der Parlamentswahl 1999 |
| Partei                             | Stimmen                            | %                                  | Sitze                              | Add. Member                        |
| ---------------------------------- | ---------------------------------- | ---------------------------------- | ---------------------------------- | ---------------------------------- |
| Labour Party                       | 101.964                            | 33,3                               | 6                                  | 0                                  |
| SNP                                | 87.659                             | 28,7                               | 2                                  | 3                                  |
| Conservative Party                 | 56.719                             | 18,6                               | 0                                  | 3                                  |
| Liberal Democrats                  | 38.896                             | 12,7                               | 1                                  | 1                                  |
| Scottish Green                     | 11.821                             | 3,9                                | 0                                  | 0                                  |
| Socialist Labour                   | 4266                               | 1,4                                | 0                                  | 0                                  |
| Socialist                          | 3044                               | 1,0                                | 0                                  | 0                                  |
| Sonstige                           | 1323                               | 0,4                                | 0                                  | 0                                  |

| Mandate          | Mandate             | Mandate           |
| Wahlkreis        | Gewählt             | Partei            |
| ---------------- | ------------------- | ----------------- |
| Dunfermline East | Helen Eadie         | Labour            |
| Dunfermline West | Scott Barrie        | Labour            |
| Central Fife     | Henry McLeish       | Labour            |
| North East Fife  | Iain Smith          | Liberal Democrats |
| Kirkcaldy        | Marilyn Livingstone | Labour            |
| North Tayside    | John Swinney        | SNP               |
| Ochil            | Richard Simpson     | Labour            |
| Perth            | Roseanna Cunningham | SNP               |
| Stirling         | Sylvia Jackson      | Labour            |

| Additional Members | Additional Members                         |
| Partei             | Name                                       |
| ------------------ | ------------------------------------------ |
| SNP                | Bruce Crawford Tricia Marwick George Reid  |
| Conservative       | Keith Harding Nick Johnston Brian Monteith |
| Liberal Democrats  | Keith Raffan                               |

### Parlamentswahl 2003
| Ergebnisse der Parlamentswahl 2003  | Ergebnisse der Parlamentswahl 2003 | Ergebnisse der Parlamentswahl 2003 | Ergebnisse der Parlamentswahl 2003 | Ergebnisse der Parlamentswahl 2003 | Ergebnisse der Parlamentswahl 2003 | Ergebnisse der Parlamentswahl 2003 | Ergebnisse der Parlamentswahl 2003 |
| Partei                              | Stimmen                            | %                                  | ±                                  | Sitze                              | ±                                  | Add. Member                        | ±                                  |
| ----------------------------------- | ---------------------------------- | ---------------------------------- | ---------------------------------- | ---------------------------------- | ---------------------------------- | ---------------------------------- | ---------------------------------- |
| Labour Party                        | 63.239                             | 25,3                               | −8,0                               | 5                                  | −1                                 | 0                                  | 0                                  |
| Scottish National Party             | 57.631                             | 23,0                               | −5,7                               | 3                                  | +1                                 | 2                                  | −1                                 |
| Conservative Party                  | 43.941                             | 17,6                               | −1,0                               | 0                                  | 0                                  | 3                                  | 0                                  |
| Liberal Democrats                   | 30.112                             | 12,0                               | −0,7                               | 1                                  | 0                                  | 1                                  | 0                                  |
| Scottish Green Party                | 17.147                             | 6,9                                | +3,0                               | 0                                  | 0                                  | 1                                  | +1                                 |
| Socialist                           | 11.401                             | 4,6                                | +3,6                               | 0                                  | 0                                  | 0                                  | 0                                  |
| Scottish Pensioners                 | 8380                               | 3,4                                | +3,4                               | 0                                  | 0                                  | 0                                  | 0                                  |
| Fighting Scottish Hospital Closures | 5064                               | 2,0                                | +2,0                               | 0                                  | 0                                  | 0                                  | 0                                  |
| Save Local Hospitals                | 4622                               | 1,9                                | +1,9                               | 0                                  | 0                                  | 0                                  | 0                                  |
| Sonstige                            | 8516                               | 3,4                                | +3,0                               | 0                                  | 0                                  | 0                                  | 0                                  |

| Mandate          | Mandate             | Mandate           |
| Wahlkreis        | Gewählt             | Partei            |
| ---------------- | ------------------- | ----------------- |
| Dunfermline East | Helen Eadie         | Labour            |
| Dunfermline West | Scott Barrie        | Labour            |
| Central Fife     | Christine May       | Labour            |
| North East Fife  | Iain Smith          | Liberal Democrats |
| Kirkcaldy        | Marilyn Livingstone | Labour            |
| North Tayside    | John Swinney        | SNP               |
| Ochil            | George Reid         | SNP               |
| Perth            | Roseanna Cunningham | SNP               |
| Stirling         | Sylvia Jackson      | Labour            |

| Additional Members | Additional Members                          |
| Partei             | Name                                        |
| ------------------ | ------------------------------------------- |
| Conservative       | Ted Brocklebank Murdo Fraser Brian Monteith |
| SNP                | Bruce Crawford Tricia Marwick               |
| Liberal Democrats  | Keith Raffan                                |
| Scottish Green     | Mark Ruskell                                |

### Parlamentswahl 2007
| Ergebnisse der Parlamentswahl 2007 | Ergebnisse der Parlamentswahl 2007 | Ergebnisse der Parlamentswahl 2007 | Ergebnisse der Parlamentswahl 2007 | Ergebnisse der Parlamentswahl 2007 | Ergebnisse der Parlamentswahl 2007 | Ergebnisse der Parlamentswahl 2007 | Ergebnisse der Parlamentswahl 2007 |
| Partei                             | Stimmen                            | %                                  | ±                                  | Sitze                              | ±                                  | Add. Member                        | ±                                  |
| ---------------------------------- | ---------------------------------- | ---------------------------------- | ---------------------------------- | ---------------------------------- | ---------------------------------- | ---------------------------------- | ---------------------------------- |
| Scottish National Party            | 90.090                             | 33,0                               | +10,0                              | 5                                  | +2                                 | 1                                  | −1                                 |
| Labour Party                       | 71.922                             | 26,3                               | +1,0                               | 2                                  | −3                                 | 3                                  | +3                                 |
| Conservative Party                 | 44.341                             | 16,2                               | −1,4                               | 0                                  | 0                                  | 3                                  | 0                                  |
| Liberal Democrats                  | 36.195                             | 13,2                               | +1,2                               | 2                                  | +1                                 | 0                                  | −1                                 |
| Scottish Green                     | 10.318                             | 3,8                                | −3,1                               | 0                                  | 0                                  | 0                                  | −1                                 |
| Scottish Senior Citizens           | 5523                               | 2,0                                | +2,0                               | 0                                  | 0                                  | 0                                  | 0                                  |
| BNP                                | 2620                               | 1,0                                | +1,0                               | 0                                  | 0                                  | 0                                  | 0                                  |
| Sonstige                           | 12.074                             | 4,4                                | +1,0                               | 0                                  | 0                                  | 0                                  | 0                                  |

| Mandate          | Mandate             | Mandate           |
| Wahlkreis        | Gewählt             | Partei            |
| ---------------- | ------------------- | ----------------- |
| Dunfermline East | Helen Eadie         | Labour            |
| Dunfermline West | Jim Tolson          | Liberal Democrats |
| Central Fife     | Tricia Marwick      | SNP               |
| North East Fife  | Iain Smith          | Liberal Democrats |
| Kirkcaldy        | Marilyn Livingstone | Labour            |
| North Tayside    | John Swinney        | SNP               |
| Ochil            | Keith Brown         | SNP               |
| Perth            | Roseanna Cunningham | SNP               |
| Stirling         | Bruce Crawford      | SNP               |

| Additional Members | Additional Members                             |
| Partei             | Name                                           |
| ------------------ | ---------------------------------------------- |
| Labour             | John Park Claire Brennan-Baker Richard Simpson |
| Conservative       | Ted Brocklebank Murdo Fraser Elizabeth Smith   |
| SNP                | Christopher Harvie                             |

### Parlamentswahl 2011
| Ergebnisse der Parlamentswahl 2011 | Ergebnisse der Parlamentswahl 2011 | Ergebnisse der Parlamentswahl 2011 | Ergebnisse der Parlamentswahl 2011 | Ergebnisse der Parlamentswahl 2011 | Ergebnisse der Parlamentswahl 2011 | Ergebnisse der Parlamentswahl 2011 | Ergebnisse der Parlamentswahl 2011 |
| Partei                             | Stimmen                            | %                                  | ±                                  | Sitze                              | ±                                  | Add. Member                        | ±                                  |
| ---------------------------------- | ---------------------------------- | ---------------------------------- | ---------------------------------- | ---------------------------------- | ---------------------------------- | ---------------------------------- | ---------------------------------- |
| Scottish National Party            | 116.691                            | 45,2                               | +12,2                              | 8                                  | +3                                 | 1                                  | 0                                  |
| Labour Party                       | 64.623                             | 25,0                               | −1,3                               | 1                                  | −1                                 | 3                                  | 0                                  |
| Conservative Party                 | 36.458                             | 14,1                               | −1,9                               | 0                                  | 0                                  | 2                                  | −1                                 |
| Liberal Democrats                  | 15.103                             | 5,9                                | −7,3                               | 0                                  | −2                                 | 1                                  | +1                                 |
| Scottish Green                     | 10.914                             | 4,2                                | +0,4                               | 0                                  | 0                                  | 0                                  | 0                                  |
| All Scotland Pensioners Party      | 4113                               | 1,6                                | −0,4                               | 0                                  | 0                                  | 0                                  | 0                                  |
| UKIP                               | 2838                               | 1,1                                | +1,1                               | 0                                  | 0                                  | 0                                  | 0                                  |
| Sonstige                           | 7403                               | 2,9                                | −1,5                               | 0                                  | 0                                  | 0                                  | 0                                  |

| Mandate                            | Mandate             | Mandate |
| Wahlkreis                          | Gewählt             | Partei  |
| ---------------------------------- | ------------------- | ------- |
| Clackmannanshire and Dunblane      | Keith Brown         | SNP     |
| Cowdenbeath                        | Helen Eadie         | Labour  |
| Dunfermline                        | Bill Walker         | SNP     |
| Kirkcaldy                          | David Torrance      | SNP     |
| Mid Fife and Glenrothes            | Tricia Marwick      | SNP     |
| North East Fife                    | Roderick Campbell   | SNP     |
| Perthshire North                   | John Swinney        | SNP     |
| Perthshire South and Kinross-shire | Roseanna Cunningham | SNP     |
| Stirling                           | Bruce Crawford      | SNP     |

| Additional Members | Additional Members                             |
| Partei             | Name                                           |
| ------------------ | ---------------------------------------------- |
| Labour             | Claire Brennan-Baker John Park Richard Simpson |
| Conservative       | Murdo Fraser Elizabeth Smith                   |
| SNP                | Annabelle Ewing                                |
| Liberal Democrats  | Willie Rennie                                  |

### Parlamentswahl 2016
| Ergebnisse der Parlamentswahl 2016 | Ergebnisse der Parlamentswahl 2016 | Ergebnisse der Parlamentswahl 2016 | Ergebnisse der Parlamentswahl 2016 | Ergebnisse der Parlamentswahl 2016 | Ergebnisse der Parlamentswahl 2016 | Ergebnisse der Parlamentswahl 2016 | Ergebnisse der Parlamentswahl 2016 |
| Partei                             | Stimmen                            | %                                  | ±                                  | Sitze                              | ±                                  | Add. Member                        | ±                                  |
| ---------------------------------- | ---------------------------------- | ---------------------------------- | ---------------------------------- | ---------------------------------- | ---------------------------------- | ---------------------------------- | ---------------------------------- |
| Scottish National Party            | 120.128                            | 41,3                               | −3,9                               | 8                                  | 0                                  | 0                                  | −1                                 |
| Conservative Party                 | 73.293                             | 25,2                               | +11,1                              | 0                                  | 0                                  | 4                                  | +2                                 |
| Labour Party                       | 51.373                             | 17,6                               | −7,4                               | 0                                  | −1                                 | 2                                  | −1                                 |
| Liberal Democrats                  | 20.401                             | 7,0                                | +1,1                               | 1                                  | +1                                 | 0                                  | −1                                 |
| Scottish Green                     | 17.860                             | 6,1                                | +1,9                               | 0                                  | 0                                  | 1                                  | +1                                 |
| UKIP                               | 5345                               | 1,8                                | +0,7                               | 0                                  | 0                                  | 0                                  | 0                                  |
| RISE                               | 1073                               | 0,4                                | +0,4                               | 0                                  | 0                                  | 0                                  | 0                                  |
| Solidarity                         | 1049                               | 0,4                                | +0,1                               | 0                                  | 0                                  | 0                                  | 0                                  |
| Libertarian                        | 650                                | 0,2                                | +0,2                               | 0                                  | 0                                  | 0                                  | 0                                  |

| Mandate                            | Mandate                 | Mandate           |
| Wahlkreis                          | Gewählt                 | Partei            |
| ---------------------------------- | ----------------------- | ----------------- |
| Clackmannanshire and Dunblane      | Keith Brown             | SNP               |
| Cowdenbeath                        | Annabelle Ewing         | SNP               |
| Dunfermline                        | Shirley-Anne Somerville | SNP               |
| Kirkcaldy                          | David Torrance          | SNP               |
| Mid Fife and Glenrothes            | Jenny Gilruth           | SNP               |
| North East Fife                    | Willie Rennie           | Liberal Democrats |
| Perthshire North                   | John Swinney            | SNP               |
| Perthshire South and Kinross-shire | Roseanna Cunningham     | SNP               |
| Stirling                           | Bruce Crawford          | SNP               |

| Additional Members | Additional Members                                           |
| Partei             | Name                                                         |
| ------------------ | ------------------------------------------------------------ |
| Conservative       | Murdo Fraser Elizabeth Smith Alexander Stewart Dean Lockhart |
| Labour             | Claire Brennan-Baker Alex Rowley                             |
| Green              | Mark Ruskell                                                 |